# Seo Jeong-in
Seo Jeong-in (Suncheon, 20 de diciembre de 1936-14 de abril de 2025) fue un escritor surcoreano.

## Biografía
Seo Jeong-in nació el 20 de diciembre de 1936 en Suncheon, provincia de Jeolla del Sur. Se licenció y realizó un máster en Literatura Inglesa en la Universidad Nacional de Seúl. Debutó en la literatura en 1962 cuando "Transladado a la retaguardia" obtuvo el Premio al Escritor Novel de la revista Mundo de pensamientos (Sasanggye). También ha trabajado como profesor de inglés en la Universidad Nacional de Chonbuk.

## Obra
Seo Jeong-in usa la ficción para hacer crítica social, en ocasiones experimentando con géneros formales para mostrar cuán pobres son los fundamentos de la vida moderna. "Evacuación" es una historia que trata de la angustia existencial en relación con el ejército y el síndrome de Ménière. En "Laberinto" describe cómo la exploración de los caminos de la vida puede llegar a un callejón sin salida. Estos primeros trabajos tienen una gran carga existencial y se centran en los problemas de la existencia humana dentro de los burdos confines de la vida corriente. La mejor obra de su fase clásica, cuando trabaja conscientemente en la estética formal de los relatos cortos, es "Un río". Esta historia relata el predecible ritmo de una vida solitaria y sin sentido en un mundo que deniega el derecho a soñar con la belleza.
Aunque los temas son diversos, sus obras comparten la preocupación subyacente por la creciente insensibilidad a la violencia, los drásticos cambios de la sociedad moderna y la indiferencia hacia el sufrimiento de los demás. Sin embargo, según el paso de los años, el agudo tono crítico de su obra ha pasado a ser moderado. "El color del agua, el diseño de esa sombra", publicado en 1996, marca un punto de cambio en la perspectiva del autor: de ser frío y analítico a ser cálido y compasivo. Esta es una historia conmovedora sobre las dificultades de una familia y el amor maternal, que también explora los efectos secundarios de una rápida industrialización.

## Obras en coreano (lista parcial)
Relatos cortos
- "Nuestro vecindario” (Uri dongne, 1971)
- “El camino al templo Geumsan” (Geumsansa ganeun gil, 1974)
- “En el corazón de Nammun” (Nammun tong, 1975)
- “Tijeras/ Pesadilla” (Gawi, 1976)
- “El viajero del invierno” (Gyeoul nageune, 1976)
- “La cita” (Yaksok, 1976)
- “Una salida” (Nadeuri, 1977)
- “La sombra del pabellón” (Jeongja geuneul, 1977)
- “Entre el sábado y el viernes” (Toyoilgwa geumyoil sai, 1979).

Recopilaciones de relatos cortos
- El río (1976)
- Tijeras/ Pesadilla (1977)
- Entre sábado y viernes (1980)
- El campo (Beolpan, 1984).
- El festival de azaleas
- El palacio de la luna

## Premios
- Premio literario Woltan (1983)
- Premio literario Dongseo (1995)
- Premio literario Kim Dong-ri (1998)